# Женска фудбалска репрезентација Еквадора
Женска фудбалска репрезентација Еквадора (шп. Selección femenina de fútbol de Ecuador) је женски фудбалски тим који представља Еквадор на међународним такмичењима и такмичи се у Конфедерацији фудбалских савеза Јужне Америке (Конмебол).
Репрезентација је имала свој деби на Јужноамеричком шампионату за жене 1995. године. На следећем шампионату одржаном три године касније, 1998, репрезентација је стигла до полуфинала, што је био њен најбољи резултат до сада, изгубивши у плеј-офу за бронзу од Перуа. На шампионату 2006. године репрезентације је заузела пето место, квалификовавши се по први пут за Панамеричке игре. Касније је Еквадор домаћин Судамерикана 2010, за длаку је пропустио полуфинале након изједначења са Аргентином и Чилеом са по 9 бодова.
Иако фудбал за жене није популаран у Еквадору, женска репрезентација је имала прво учешће на Светском првенству за жене у Канади 2015, а такође је први пут да и мушка и женска репрезентација учествовала на Светском првенству.

## Историја
Женска фудбалска репрезентација Еквадора је своју прву утакмицу имала 1995. године, када је ФЕФ укинуо тим са играчицама из провинцијских селекција и неких постојећих клубова како би се такмичили на Јужноамеричком првенству у женском фудбалу. Током 2005. године одржана је покрајинска селекција и тимовима је речено да ће победник представљати репрезентацију. Победио је тим из Кита, али га је Конмебол дисквалификовао пошто није била национална селекција. У то време у Еквадору није постојао женски турнир, ни професионални ни аматерски. Као основа релативног успеха, клупско такмичење је извор за надметање са националним клубовима, па је већ 2013. почео Кампеонато Еквадоријано де Футбол Феменино. Пошто Министарство спорта подстиче такве иницијативе, првенство захтева најмање 2 играчице млађе од 18 година У−17.

## Достигнућа

### Светско првенство за жене
| Светско првенство у фудбалу за жене резултати | Светско првенство у фудбалу за жене резултати | Светско првенство у фудбалу за жене резултати | Светско првенство у фудбалу за жене резултати | Светско првенство у фудбалу за жене резултати | Светско првенство у фудбалу за жене резултати | Светско првенство у фудбалу за жене резултати | Светско првенство у фудбалу за жене резултати | Светско првенство у фудбалу за жене резултати | Светско првенство у фудбалу за жене резултати |
| Година                                        | Резултат                                      | Позиција                                      | Ута                                           | Поб                                           | Нер                                           | Изг                                           | ГД                                            | ГП                                            | Састав                                        |
| --------------------------------------------- | --------------------------------------------- | --------------------------------------------- | --------------------------------------------- | --------------------------------------------- | --------------------------------------------- | --------------------------------------------- | --------------------------------------------- | --------------------------------------------- | --------------------------------------------- |
| 1991.                                         | Није учествовала                              | Није учествовала                              | Није учествовала                              | Није учествовала                              | Није учествовала                              | Није учествовала                              | Није учествовала                              | Није учествовала                              | Није учествовала                              |
| 1995.                                         | Није се квалификовала                         | Није се квалификовала                         | Није се квалификовала                         | Није се квалификовала                         | Није се квалификовала                         | Није се квалификовала                         | Није се квалификовала                         | Није се квалификовала                         | Није се квалификовала                         |
| 1999.                                         | Није се квалификовала                         | Није се квалификовала                         | Није се квалификовала                         | Није се квалификовала                         | Није се квалификовала                         | Није се квалификовала                         | Није се квалификовала                         | Није се квалификовала                         | Није се квалификовала                         |
| 2003.                                         | Није се квалификовала                         | Није се квалификовала                         | Није се квалификовала                         | Није се квалификовала                         | Није се квалификовала                         | Није се квалификовала                         | Није се квалификовала                         | Није се квалификовала                         | Није се квалификовала                         |
| 2007.                                         | Није се квалификовала                         | Није се квалификовала                         | Није се квалификовала                         | Није се квалификовала                         | Није се квалификовала                         | Није се квалификовала                         | Није се квалификовала                         | Није се квалификовала                         | Није се квалификовала                         |
| 2011.                                         | Није се квалификовала                         | Није се квалификовала                         | Није се квалификовала                         | Није се квалификовала                         | Није се квалификовала                         | Није се квалификовала                         | Није се квалификовала                         | Није се квалификовала                         | Није се квалификовала                         |
| 2015.                                         | Групна фаза                                   | 24.                                           | 3                                             | 0                                             | 0                                             | 3                                             | 1                                             | 17                                            | 2015.                                         |
| 2019.                                         | Није се квалификовала                         | Није се квалификовала                         | Није се квалификовала                         | Није се квалификовала                         | Није се квалификовала                         | Није се квалификовала                         | Није се квалификовала                         | Није се квалификовала                         | Није се квалификовала                         |
| 2023.                                         | Није играно                                   | Није играно                                   | Није играно                                   | Није играно                                   | Није играно                                   | Није играно                                   | Није играно                                   | Није играно                                   | Није играно                                   |
| Укупно                                        | 1/8                                           |                                               | 3                                             | 0                                             | 0                                             | 3                                             | 1                                             | 17                                            |                                               |

*Нерешени мечеви укључују нокаут мечеве који су донети једанаестерци.
| Светско првенство у фудбалу за жене историја | Светско првенство у фудбалу за жене историја | Светско првенство у фудбалу за жене историја | Светско првенство у фудбалу за жене историја | Светско првенство у фудбалу за жене историја | Светско првенство у фудбалу за жене историја |
| Година                                       | Коло                                         | Датум                                        | Противник                                    | Резултат                                     | Стадион                                      |
| -------------------------------------------- | -------------------------------------------- | -------------------------------------------- | -------------------------------------------- | -------------------------------------------- | -------------------------------------------- |
| 2015.                                        | Групна фаза                                  | 8. јун                                       | Камерун                                      | Изг 0 : 6                                    | Стадион Би си плејс, Ванкувер                |
| 2015.                                        | Групна фаза                                  | 12. јун                                      | Швајцарска                                   | Изг 1 : 10                                   | Стадион Би си плејс, Ванкувер                |
| 2015.                                        | Групна фаза                                  | 16. јун                                      | Јапан                                        | Изг 0 : 1                                    | Стадион Винипег, Винипег                     |

### Олимпијске игре
| Олимпијске игре резултати | Олимпијске игре резултати | Олимпијске игре резултати | Олимпијске игре резултати | Олимпијске игре резултати | Олимпијске игре резултати | Олимпијске игре резултати | Олимпијске игре резултати |
| Година                    | Резултат                  | Ута                       | Поб                       | Нер                       | Изг                       | ГД                        | ГП                        |
| ------------------------- | ------------------------- | ------------------------- | ------------------------- | ------------------------- | ------------------------- | ------------------------- | ------------------------- |
| 1996.                     | Није се квалификовала     | Није се квалификовала     | Није се квалификовала     | Није се квалификовала     | Није се квалификовала     | Није се квалификовала     | Није се квалификовала     |
| 2000.                     | Није се квалификовала     | Није се квалификовала     | Није се квалификовала     | Није се квалификовала     | Није се квалификовала     | Није се квалификовала     | Није се квалификовала     |
| 2004.                     | Није се квалификовала     | Није се квалификовала     | Није се квалификовала     | Није се квалификовала     | Није се квалификовала     | Није се квалификовала     | Није се квалификовала     |
| 2008.                     | Није се квалификовала     | Није се квалификовала     | Није се квалификовала     | Није се квалификовала     | Није се квалификовала     | Није се квалификовала     | Није се квалификовала     |
| 2012.                     | Није се квалификовала     | Није се квалификовала     | Није се квалификовала     | Није се квалификовала     | Није се квалификовала     | Није се квалификовала     | Није се квалификовала     |
| 2016.                     | Није се квалификовала     | Није се квалификовала     | Није се квалификовала     | Није се квалификовала     | Није се квалификовала     | Није се квалификовала     | Није се квалификовала     |
| 2020.                     | Није се квалификовала     | Није се квалификовала     | Није се квалификовала     | Није се квалификовала     | Није се квалификовала     | Није се квалификовала     | Није се квалификовала     |
| 2024.                     | Није играно               | Није играно               | Није играно               | Није играно               | Није играно               | Није играно               | Није играно               |
| Укупно                    | -                         | -                         | -                         | -                         | -                         | -                         | -                         |

*Нерешени мечеви укључују нокаут мечеве који су донети једанаестерци.

### Копа Америка за жене
| Копа Америка за жене рекорд | Копа Америка за жене рекорд | Копа Америка за жене рекорд | Копа Америка за жене рекорд | Копа Америка за жене рекорд | Копа Америка за жене рекорд | Копа Америка за жене рекорд | Копа Америка за жене рекорд | Копа Америка за жене рекорд | Копа Америка за жене рекорд |
| Година                      | Резултат                    | Ута                         | Поб                         | Нер*                        | Изг                         | ГД                          | ГП                          |                             |                             |
| --------------------------- | --------------------------- | --------------------------- | --------------------------- | --------------------------- | --------------------------- | --------------------------- | --------------------------- | --------------------------- | --------------------------- |
| 1991.                       | Није учествовала            | Није учествовала            | Није учествовала            | Није учествовала            | Није учествовала            | Није учествовала            | Није учествовала            | Није учествовала            |                             |
| 1995.                       | Групна фаза                 | 4                           | 1                           | 1                           | 2                           | 9                           | 21                          |                             |                             |
| 1998.                       | Четврто место               | 6                           | 2                           | 2                           | 2                           | 14                          | 20                          |                             |                             |
| 2003.                       | Групна фаза                 | 2                           | 1                           | 1                           | 0                           | 3                           | 1                           |                             |                             |
| 2006.                       | Групна фаза                 | 4                           | 1                           | 1                           | 2                           | 4                           | 5                           |                             |                             |
| 2010.                       | Групна фаза                 | 4                           | 3                           | 0                           | 1                           | 8                           | 6                           |                             |                             |
| 2014.                       | Треће место                 | 7                           | 3                           | 0                           | 4                           | 7                           | 11                          |                             |                             |
| 2018.                       | Групна фаза                 | 4                           | 0                           | 0                           | 4                           | 3                           | 16                          |                             |                             |
| Укупно                      | 7/8                         | 31                          | 11                          | 5                           | 15                          | 48                          | 80                          |                             |                             |

*Нерешени мечеви укључују нокаут мечеве који су донети једанаестерци.

### Панамеричке игре
| Панамеричке игре резултати | Панамеричке игре резултати | Панамеричке игре резултати | Панамеричке игре резултати | Панамеричке игре резултати | Панамеричке игре резултати | Панамеричке игре резултати | Панамеричке игре резултати |
| Година                     | Резултат                   | Ута                        | Поб                        | Нер*                       | Изг                        | ГД                         | ГП                         |
| -------------------------- | -------------------------- | -------------------------- | -------------------------- | -------------------------- | -------------------------- | -------------------------- | -------------------------- |
| 1999.                      | Није учествовала           | Није учествовала           | Није учествовала           | Није учествовала           | Није учествовала           | Није учествовала           | Није учествовала           |
| 2003.                      | Није учествовала           | Није учествовала           | Није учествовала           | Није учествовала           | Није учествовала           | Није учествовала           | Није учествовала           |
| 2007.                      | Групна фаза                | 4                          | 1                          | 0                          | 3                          | 4                          | 17                         |
| 2011.                      | Није се квалификовала      | Није се квалификовала      | Није се квалификовала      | Није се квалификовала      | Није се квалификовала      | Није се квалификовала      | Није се квалификовала      |
| 2015.                      | Групна фаза                | 3                          | 1                          | 0                          | 2                          | 5                          | 12                         |
| 2019.                      | Није се квалификовала      | Није се квалификовала      | Није се квалификовала      | Није се квалификовала      | Није се квалификовала      | Није се квалификовала      | Није се квалификовала      |
| Укупно                     | 2/6                        | 7                          | 2                          | 0                          | 5                          | 9                          | 29                         |

*Нерешени мечеви укључују нокаут мечеве који су донети једанаестерци.